# Луїджі Моліно
Луїджі Моліно (італ. Luigi Molino, нар. 23 березня 1972, Неаполь) — італійський футболіст, що грав на позиції нападника, зокрема за «Фодже», «Авелліно» та «Беневенто».

## Ігрова кар'єра
У дорослому футболі дебютував 1990 року виступами за команду клубу «Кастель-ді-Сангро» з четвертого італійського дивізіону, в якій провів один сезон, взявши участь у 9 матчах чемпіонату. 
Молодий нападник привернув увагу представників тренерського штабу вищолігового «Кальярі», до складу якого приєднався 1991 року. Провів у стурктурі головного футбольного клубу Сардинії наступні два сезони своєї ігрової кар'єри, проте за його основну команду так й не дебютував.
Натомість 1993 року продовжив виступи у четвертому дивізіоні, де його новою командою стала «Ольбія». Протягом наступних п'ятнадцяти років змінив понад десять команд, утім грав на рівні третього та четвертого італійських футбольних дивізіонів. Виключенням стала друга половина 2001 року, яку гравець провів у лавах «Мессіни» із Серії B, проте закріпитися навіть на цьому рівні не зумів.
Завершив ігрову кар'єру в аматорському «Аріано Монтелла», за команду якого виступав протягом 2008—2009 років.